# チャールズ・アースキン (第22代マー伯爵)
第22代マー伯爵チャールズ・アースキン（英語: Charles Erskine, 22nd Earl of Mar PC、1650年10月19日 – 1689年4月23日）は、スコットランド貴族。1654年から1668年までアースキン卿の儀礼称号を使用した。

## 生涯
第21代マー伯爵ジョン・アースキンと2人目の妻メアリー・マッケンジー/ジーン・マッケンジー（Mary Mackenzie/Jean Mackenzie、1668年5月没/1674年9月15日以降没、第2代シーフォース伯爵ジョージ・マッケンジーの娘）の息子として、1650年10月19日に生まれた。
1668年9月に父が死去すると、マー伯爵の爵位を継承したが、祖父と父の代に課された罰金と2人が残した借金により本領であるアースキンのバロン領など多くの領地を売却せざるを得なかった。
1679年にロイヤル・スコッツ・フュジリアーズを編成して、1686年までその隊長を務めた。また、1682年にスコットランド枢密院の枢密顧問官に任命された。
ジェームズ2世に味方したため、1689年3月に逮捕された。同年4月23日に死去、アロアで埋葬された。息子ジョンが爵位を継承した。

## 家族
1674年4月2日頃にメアリー・モール（Mary Maule、第2代パンミュア伯爵ジョージ・モールの娘）と結婚、3男1女をもうけた。
- ジョン（1675年 – 1732年） - 第23代マー伯爵、子供あり
- ジェームズ（英語版）（1679年 – 1754年） - 法律家、政治家、庶民院議員。孫に第24代マー伯爵ジョン・フランシス・アースキンがいる
- ヘンリー（1682年9月11日 – 1707年4月14日） - 軍人
- ジーン（Jean、1763年11月16日没） - 1712年2月21日、第2代準男爵サー・ヒュー・パターソン（英語版）と結婚、1男1女をもうけた[4]